# Клайд (футбольний клуб)
«Клайд» (шотл. Clyde) — професійний шотландський футбольний клуб з міста Камбернолд. Виступає у шотландській Перша лізі як член Шотландської професійної футбольної ліги. Домашні матчі з 1994 року проводить на стадіоні «Бродвуд», який вміщує 8 086 глядачів.

## Короткі відомості
Офіційні документи Шотландської футбольної асоціації та огляди матчів в глазвегіанській пресі XIX ст. свідчать про те, що футбольний клуб «Клайд» був заснований в 1877 році. Після відхилення пропозиції приєднатися до новоствореної Шотландської футбольної ліги в 1890-му, клуб все-таки вступив до цієї організації за рік в 1891-му. Відтоді понад 80 років поспіль «Клайд» виступав у Першому дивізіоні системи футбольних ліг Шотландії, проте ні разу не ставав чемпіоном. В 1975 році команда понизилася в класі й досі не змогла повернутися до вищого дивізіону. З усім тим «Клайду» вдалося тричі здобути Кубок Шотландії та стати триразовим бронзовим призером чемпіонату Шотландії.

## Досягнення
- Чемпіонат Шотландії:
  - Бронзовий призер (3): 1908-09, 1911-12, 1966-67
- Кубок Шотландії:
  - Володар (3): 1938-39, 1954-55, 1957-58
  - Фіналіст (3): 1909-10, 1911-12, 1948-49